# Thomas Middleton
Thomas Middleton (født 1570, død 1627) var en engelsk dramatisk forfatter.
Middleton levede i London, hvor han var historiograf for City. Han er en af tidens betydeligste forfattere. Middleton har, dels ene, dels sammen med andre, skrevet en lang række skuespil, af hvilke kan nævnes: A Mad World My Masters, Women beware Women og A Trick to Catch the Old One (1608), The Roaring Girl, or Moll Cut-Purse (1611), skrevet sammen med Dekker. The Spanish Gipsy og The Changeling, skrevet sammen med Rowley, der begge blev
opførte 1623, hører til Middletons bedste arbejder.
A Game at Chess (1624), der under billedet af et skakparti fremstiller forholdet mellem England og Spanien på dette kritiske tidspunkt, gjorde uhørt lykke, men blev efter nogle opførelser forbudt. Desuden har Middleton skrevet en del maskespil til forskellige festligheder i City. Hans værker er udgivne af Dyce (5 bind 1840) og af Bullen (8 bind 1885).